# Djupgöl (Djursdala socken, Småland)
Djupgöl är en sjö i Vimmerby kommun i Småland och ingår i Botorpsströmmens huvudavrinningsområde. Sjöns area är 0,037 kvadratkilometer och den är belägen 140 meter över havet.